# 洛克波特市 (紐約州)

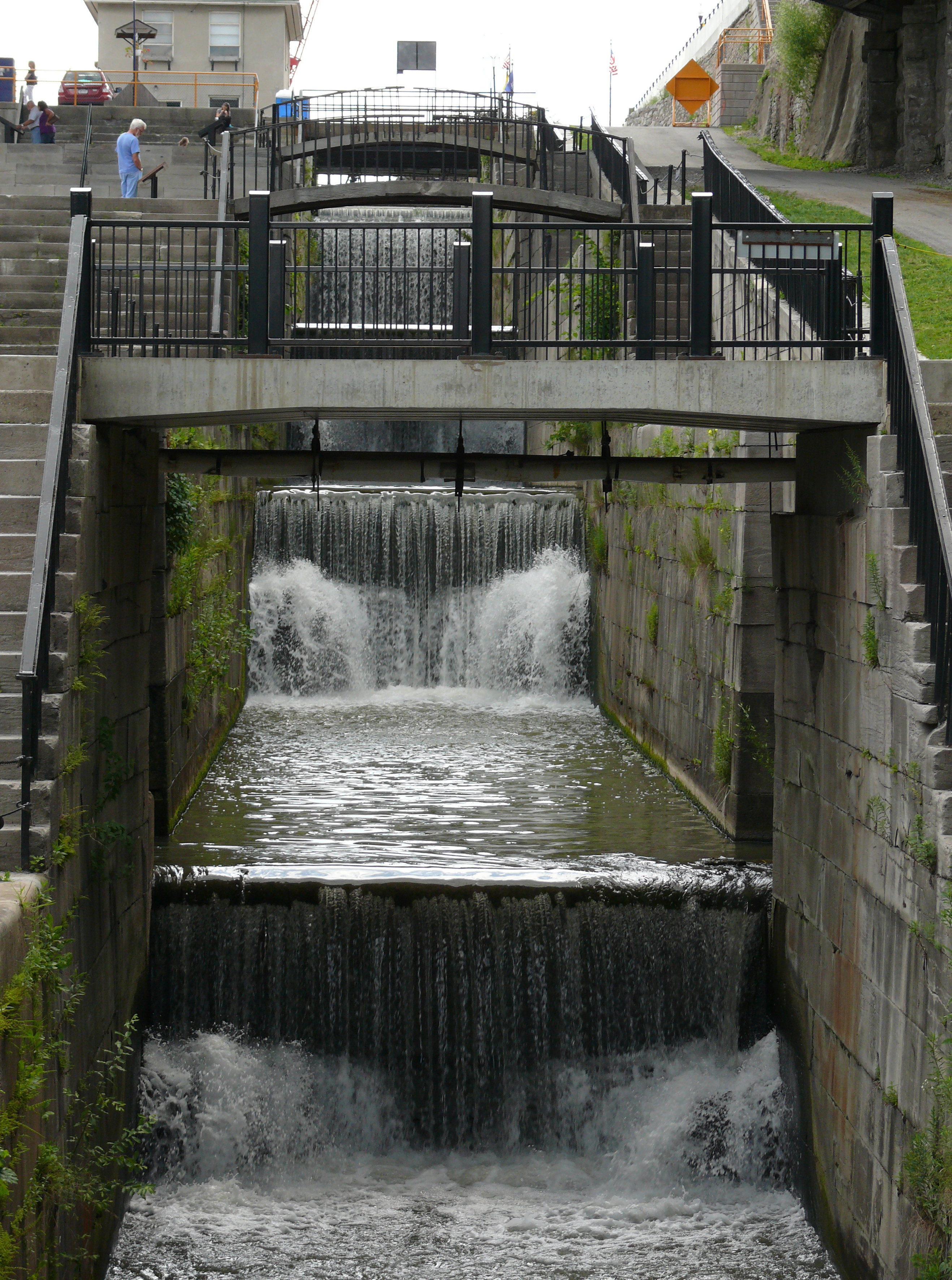
Flight of five

洛克波特市 （City of Lockport, New York）是美國紐約州的一座城市，是尼亞加拉縣縣治。四周被洛克波特鎮所圍繞。面積22.4平方公里，根據2000年人口普查，該市人口為22,279人。

## 歷史
此城的建立是基於伊利運河之興建而來。當1816年紐約州決定建築伊利運河時，已有不少人開始購買運河沿岸的土地，包括了洛克波特市。1829年洛克波特開始形成一個聚落，居民都是愛爾蘭裔和蘇格蘭裔的運河工人。但整個城市要到1865年，才被官方確認其地位。

## 人口
按2010年全美人口普查，全市大約有21,165人。人口結構中，有87.5%是白人，7.2%是黑人，0.5%是美州原住民，另0.5%則是亞裔人。

## 經濟
全市以運河為業。而市內的銀行──第一尼亞加拉銀行（First Niagara Bank），則是目前全美規模最大的地區性銀行。

## 外部連結
- 洛克波特市官方網站 （页面存档备份，存于）